# نظرية الترابط المركزي الضعيف
تشير نظرية الترابط المركزي الضعيف (دبليو سي سي)، تُدعى أيضًا نظرية الترابط المركزي (سي سي)، إلى وجود نموذج معرفي إدراكي محدد، يمكن وصفه على نحو فضفاض باعتباره قدرة محدودة على فهم السياق أو «رؤية الصورة الكاملة»، كامن خلف المشكلة المركزية للتوحد واضطرابات طيف التوحد ذات الصلة الأخرى. يمثل التوحد أحد الاضطرابات العصبية التطورية المتسمة باضطراب التواصل والتفاعل الاجتماعي (على الرغم من اعتراض داميان ميلتون غي الآونة الأخيرة إذ اعتبره انهيارًا في التواصل الاجتماعي التبادلي عوضًا عن العجز الحقيقي في مشكلة التعاطف المزدوج)، بالإضافة إلى السلوكيات المتكررة، والاهتمامات المقيدة ومشاكل المعالجة الحسية.
تُعتبر أوتا فريث، من كلية لندن الجامعية، أول من طرح نظرية الترابط المركزي الضعيف في أواخر ثمانينات القرن العشرين. تعتقد فريث أن الأفراد المصابين بالتوحد عادة ما يفكرون في الأشياء بأصغر الأجزاء الممكنة. وضعت فريث فرضية مفادها أن الأطفال المتوحدين قادرون على إدراك التفاصيل بشكل أفضل من الأفراد النمطيين عصبيًا، لكنهم «غير قادرين على رؤية الخشب للأشجار». تحاول نظرية الترابط المركزي الضعيف تفسير كيفية إظهار بعض الأفراد المشخصين بالتوحد قدرات مذهلة في بعض المواد مثل الرياضيات والهندسة، لكنهم يواجهون في الوقت نفسه صعوبات في المهارات اللغوية ويميلون إلى العيش في عالمهم الاجتماعي المنعزل. وجد الباحثون في الآونة الأخيرة صعوبة في إعادة إنتاج النتائج في الظروف التجريبية وانتقد الباحثون المصابون بالتوحد هذه الافتراضات من أساسها باعتبارها متناقضة ومتحيزة.

## دعم النظرية وانتقاداتها
منذ تسعينيات القرن العشرين، ظهرت هذه النظرية كموضوع للعديد من الأبحاث التي اختبرت مهارات الترابط المركزي لدى الأفراد المصابين بالتوحد وقارنتها بتلك العائدة إلى المجموعات المضبوطة.
تؤكد النتائج المأخوذة من قياس هذه المهارات باستخدام المهام البصرية المكانية النظرية وتدعمها إلى حد كبير. تمكن الأفراد المصابون بالتوحد من أداء المهام المتعلقة بتقسيم شكل ما أو تصميم معين إلى أجزائه المكونة بشكل أسرع من الأفراد العائدين إلى المجموعة المضبوطة. على سبيل المثال، استطاع الأفراد المصابون بالتوحد إدراك الكتل المكونة في حالة غير مجزأة لمهمة تصميم الكتلة بسهولة أكبر (هابه، 1999؛ إهليرز وآخرون، 1997؛ شاه وفريث، 1993). بالإضافة إلى ذلك، تمكنوا من أداء مهام الأشكال المدمجة المنطوية على إيجاد أشكال مخفية ضمن الرسومات بأسرع ما يمكن، وبشكل أفضل من أفراد المجموعة المضبوطة (هابه، 1994؛ جوليف وبارون كوهن، 1997؛ شاه وفريث، 1983).
كشفت النتائج المأخوذة من قياس مهارات الترابط المركزي باستخدام المهام الإدراكية الحسية أو اللفظية الدلالية ميل الأفراد المصابين بالتوحد نحو الإدراك المجزأ (جارولد وروسيل، 1997؛ هابه، 1996)، فضلًا عن انخفاض استفادتهم من سياق المعنى في مهام الجمل، والسرد والذاكرة (هابه، 1994؛ جوليف وبارون كوهن، 1999).
مع ذلك، لا يوجد في الوقت الحالي إجماع على صحة نظرية الترابط المركزي الضعيف. يوجد بعض الباحثين ممن توصلوا إلى نتائج من شأنها دحض هذه النظرية.
في عام 1994، عمل كل من سالي أوزونوف، وديفيد ل. ستراير، وويليام م. مكماهون وفرانسيس فيلوكس على مقارنة مهارات معالجة المعلومات بين حالات التوحد عالي الأداء والمجموعات المضبوطة:
«خضع أداء مجموعة من الأطفال المصابين بالتوحد عالي الأداء للمقارنة مع مجموعتين مضبوطتين مطابقتين، إحداهما عائدة إلى أفراد مصابين بمتلازمة توريت والأخرى لأفراد سليمين تطوريًا. طُلب من الأفراد المصابين بالتوحد إلى جانب المجموعتين المضبوطتين أداء مجموعة من المهام التي تتطلب المعالجة المحلية الشاملة وتثبيط الاستجابات المحايدة».
خلص لوران موترون، وجايكوب أ. بوراك، ويوهانس إي. إيه.ستاودر وفيليب روباي (1999) إلى ما يلي:
«خلافًا للتوقعات القائمة على نظريات عجز التسلسل الهرمي والترابط المركزي، تشير نتائجنا إلى وجود معالجة شاملة سليمة بين الأفراد المصابين بالتوحد».
في عام 2003، استطاعت أيضًا دراسة أخرى تأكيد النتائج السابقة إذ خلصوا من خلالها إلى ما يلي:
«الاستنتاجات: تتوافق نتائجنا مع التقارير الأخرى بشأن الأداء المتفوق في مهام الكشف عن الأشكال المدمجة (جوليف وبارون كوهن، 1997؛ شاه وفريث، 1983)، مع أداء عادي في مهام المعالجة الشاملة والتكوينية (موترون، بوراك وآخرون، 1999؛ أوزونوف وآخرون؛ 1994) بين الأفراد المصابين بالتوحد عالي الأداء. نتيجة لذلك، قد يكون هناك حاجة إلى إعادة النظر في مفاهيم التحيز المحلي والعجز الشمولي التي تشكل جزءًا من نظرية الترابط المركزي الضعيف».
أيضًا في عام 2003، خلصت بياتريس لوبيز إلى جانب سوزان ر. ليكام في دراسة لهما إلى:
«الاستنتاجات: تثبت نتائجنا عدم مواجهة الأطفال المصابين بالتوحد أي صعوبات عامة في ربط معلومات السياق مع معلومات العناصر كما تتنبأ نظرية الترابط المركزي الضعيف. عوضًا عن ذلك، تشير النتائج إلى مواجهة صعوبة محددة مع المنبهات اللفظية المعقدة وعلى وجه التحديد مع استخدام سياق الجملة بهدف إيضاح المعنى».
تطرح ناتاسجا فان لانغ التفسير التالي لهذه النتائج المتناقضة:
«كشفت نتائج قياس مهارات الترابط المركزي من خلال المهام الإدراكية الحسية والدلالية اللفظية ميل الأفراد المصابين بالتوحد نحو الإدراك المجزأ (جارولد وروسيل، 1997؛ هابه، 1996)، فضلًا عن انخفاض استفادتهم من سياق المعنى في مهام الجمل، والسرد والذاكرة (هابه، 1994؛ جوليف وبارون كوهن، 1999). مع ذلك، تفشل بعض الدراسات في تكرار هذه النتائج (براين وبرايسون، 1996؛ أوزونوف وآخرون، 1991؛ روبار وميتشل، 1999). يمكن تفسير هذا التناقض على أساس كيفية قياس الترابط المركزي الضعيف في سياق انعدام القدرة على المعالجة الشاملة مقابل تفضيل المعالجة المحلية. تشير الدراسات الأخيرة إلى قدرة الأفراد المصابين بالتوحد على المعالجة الشاملة عندما يُطلب منهم ذلك، لكنهم يميلون إلى معالجة المعلومات محليًا مع غياب هذه التوجيهات (موترون وآخرون، 1999؛ بلاستيد وآخرون، 1999؛ راينهارت وآخرون، 2000)».
شكك الأفراد المصابون بالتوحد بدورهم في نظرية الترابط المركزي الضعيف. يشير أحد الانتقادات إلى احتمالية كون «السياق»، الذي يعتبره الباحثون شموليًا، غير شمولي على الإطلاق من وجهة نظر عقلانية. في مدونتها، خصصت أليريك مقالًا حول الترابط المركزي:
«من الواضح وجود اختلافات في أنواع «الصورة الكاملة» هنا. يشير أحد الأنواع إلى الأنظمة بينما تمتلك أنواع أخرى، كالتي اعتبرها كل من فريث وهابه شمولية تلقائيًا، عنصرًا اجتماعيًا أساسيًا».
يزعم ناجا ميلان أن الأفراد النمطيين عصبيًا منحازون غالبًا نحو المبالغة في التركيز على سياق واحد مع إهمال جميع السياقات الأخرى. يمثل هذا على حد قوله تعبيرًا عن الترابط المركزي الضعيف، بالمقارنة مع الأفراد المصابين بالتوحد الذين من المحتمل امتلاكهم قدرة على التركيز الواعي على سياقات متعددة في حال ملائمة ذلك بالنسبة لهم أو إذا ما طُلب منهم ذلك.